# Nevio Scala
Nevio Scala (Lozzo Atestino, 22 de novembro de 1947) é um ex-futebolista e treinador de futebol italiano que jogava como meio-campista. Atualmente, é o presidente do Parma, clube que dirigiu entre 1989 e 1996.

## Carreira
Como jogador, Scala iniciou sua carreira no Milan, em 1965. Foi emprestado por um ano à Roma antes de voltar a envergar o uniforme rossonero. Até 1969, foram apenas 11 jogos pelo Milan em sua primeira passagem. Voltaria ao clube em 1975, após ter jogado pela rival Inter de Milão.
Defendeu ainda Vicenza, Fiorentina, Foggia, Monza e Adriese, onde encerrou a carreira em 1981. Em 15 anos como jogador, foram apenas 3 títulos, todos pelo Milan.

## Seleção Italiana
Pela Seleção Italiana de Futebol, o máximo que Scala disputou foi a categoria sub-21, onde realizou um jogo em 1969.

## Treinador
Como técnico, Scala exerceria a função pela primeira vez nas categorias de base do Lanerossi Vicenza, entre 1985 e 1987. A estreia como treinador principal foi em 1988, na Reggina.
Foi no Parma, então uma equipe sem expressão no futebol italiano, que Scala se destacou, conquistando 4 títulos - o mais importante deles, a Recopa Europeia de 1992/93. Comandaria ainda o Perugia na temporada 1996-97 antes de ser contratado pelo Borussia Dortmund, a primeira equipe não-italiana em que ele trabalhou durante sua carreira. Foi pela equipe alemã que ele conquistou o título mais importante da história dos aurinegros: a Copa Europeia/Sul-Americana de 1997.
Scala ainda treinaria Beşiktaş, Shakhtar Donetsk e Spartak Moscou até 2004. Nunca escondeu a vontade de trabalhar novamente em uma equipe - chegou a negociar com Motherwell e Roma em 2010, mas ambos não quiseram contar com os serviços de Scala, que, afastado da função, foi escolhido como presidente do Parma, refundado após problemas financeiros, em julho de 2015.
Ele ainda chegou a tentar carreira política em 2007, ao concorrer à prefeitura de Lozzo Atestino, sua cidade natal, mas não foi bem-sucedido.